# Joaquim da Costa Lima Sampaio
Joaquim da Costa Lima Sampaio (17.. - 1837) était un architecte portugais qui a été architecte de la ville de Porto.

## Biographie

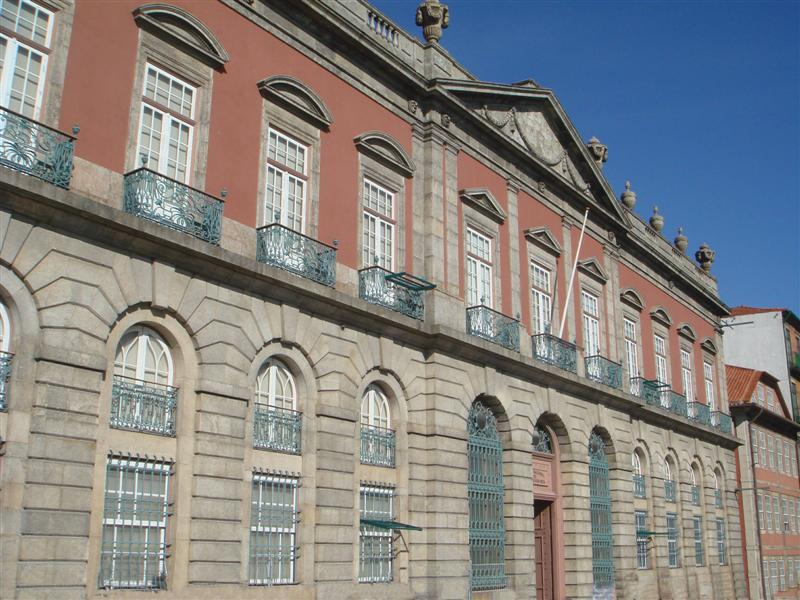
Palais des Carrancas de Porto

Il s'est formé avec les architectes anglais installés à Porto et qui y ont développé le style néo-palladien anglais. Il a travaillé en 1793 avec le consul britannique à Porto, John Whitehead, qui lui a donné à copier les plans de l'hôpital Saint-Antoine de Porto dessiné par l'architecte John Carr (1723 - 1807). 
l a aussi participé avec John Carr à la réalisation de la Factory anglaise (Feitora Inglesa).
Il a construit le palácio dos Carrancas, entre 1795 et 1809, qui était la maison et la fabrique de la famille Moraes e Castro. La façade du palais ressemble à celle de l'aile sud de l'hôpital Saint-Antoine. Il est devenu en 1940 le siège du musée Soares dos Reis,.
Il a été l'architecte de la ville de Porto entre 1822, jusqu'à sa mort, en 1837. 

## Famille
Il est l'oncle de l'architecte Joaquim da Costa Lima Júnior.